# 韓石峯
韓濩（韓語：한호，1543年—1605年），字景洪（韓語：경홍），號石峯（韓語：석봉），朝鮮王朝中期書法家、儒学者。

## 生平
他生於朝鮮中宗時代的松都，在朝鮮成宗時代成了有名書法家，在他一生中他的作品傳遍朝鮮全國甚至到了中國，他也是陶山書院創辦人之一。